# Moncalvo
Moncalvo är en ort och kommun i provinsen Asti i regionen Piemonte i Italien. Kommunen hade 2 861 invånare (2018).